# Áno Kalentíni
Áno Kalentíni är en kommunhuvudort i Grekland.   Den ligger i prefekturen Nomós Ártas och regionen Epirus, i den centrala delen av landet, 260 km nordväst om huvudstaden Aten. Áno Kalentíni ligger 487 meter över havet och antalet invånare är 172.
Terrängen runt Áno Kalentíni är huvudsakligen kuperad, men österut är den bergig.Runt Áno Kalentíni är det glesbefolkat, med 14 invånare per kvadratkilometer. Närmaste större samhälle är Arta, 19,9 km sydväst om Áno Kalentíni. I omgivningarna runt Áno Kalentíni växer i huvudsak blandskog.